# Famfrpál

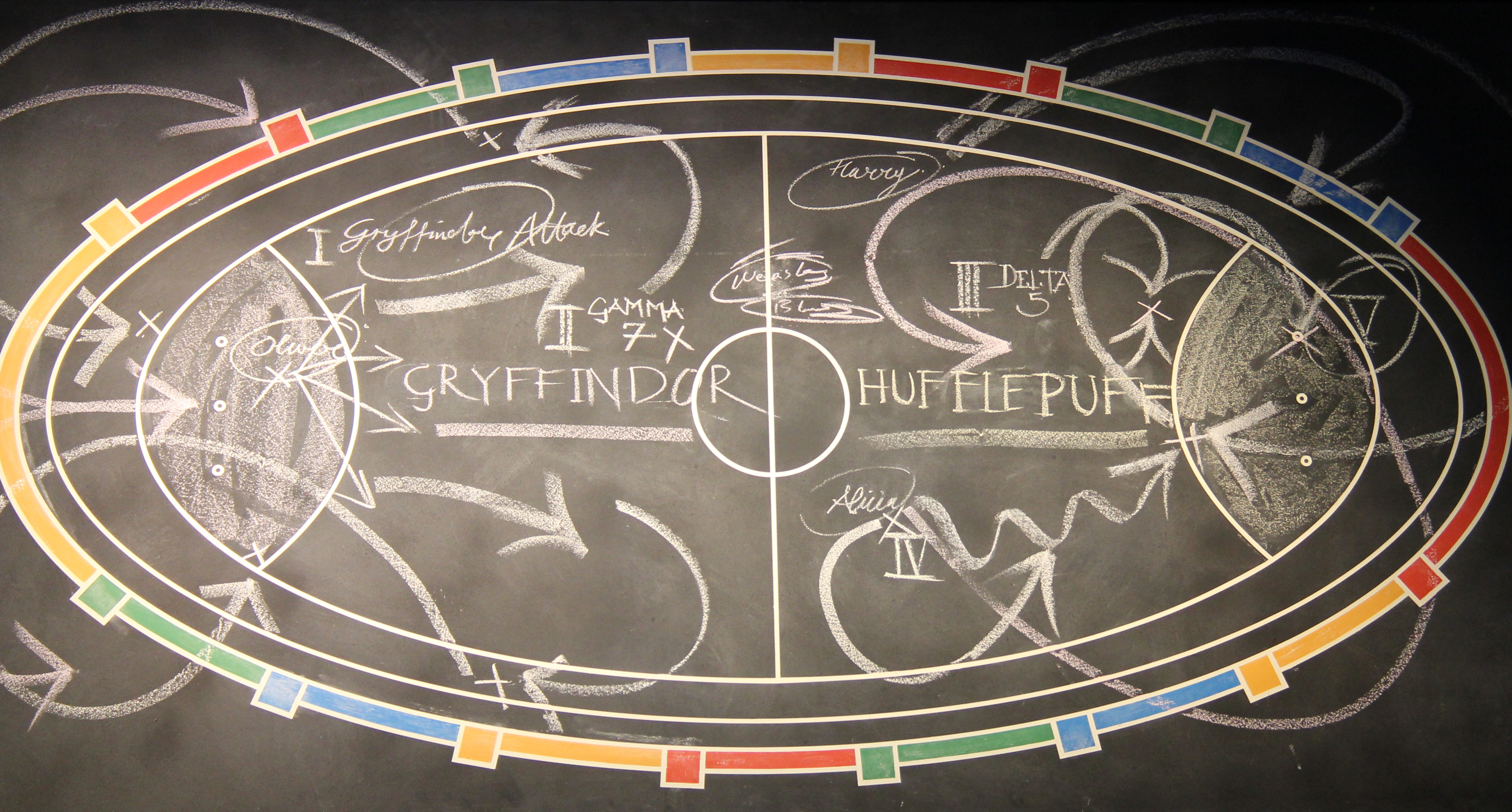

Famfrpál, v originále Quidditch, je kouzelnický sport z knih o Harrym Potterovi od J. K. Rowlingové.
Hraje se na létajících košťatech. Každý tým má sedm hráčů: 3 útočníci, 2 odrážeči, 1 brankář a 1 chytač.
Hraje se s čtyřmi míči: dvěma potlouky (černé, ze železa, v průměru 10 palců, jako dělové koule, snaží se shodit co nejvíce hráčů z košťat), camrálem (velký jako fotbalový míč = 12 palců v průměru, červený) a zlatonkou (velká jako vlašský ořech, zlatá, s křidélky).
Útočníci střílí camrálem do kovových obručí (na každé straně hřiště jsou tři; hlídá je brankář), za každý vstřelený gól získává tým 10 bodů. Odrážeči odráží holemi potlouky od svých spoluhráčů a snaží se je poštvat proti protivníkovi. Brankář brání obruče svého týmu. Chytač se snaží najít malou zlatonku. Pokud ji chytí, zápas končí a jeho tým získává 150 bodů (takže většinou vyhrává). Zápas nekončí, dokud není chycena zlatonka. V extrémních případech může trvat i několik měsíců.

## Zlatonka

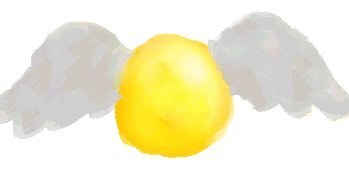
Zlatonka

Zlatonka (anglicky Golden snitch) je malý, třpytivě zlatý železný míček o velikosti vlašského ořechu se stříbrnými křídly. Je velmi rychlá a snadno proklouzává mezi prsty. Při letu vydává tichý pisklavý zvuk.
Zlatonka je nejdůležitější míč celého zápasu, protože jejím chycením získá družstvo 150 bodů, a ukončí zápas. Nesmí se jí však dotknout nikdo jiný než chytač, jehož jediným úkolem v celém zápase je chytit ji. Zlatonka je začarována kouzlem, díky kterému dokáže identifikovat prvního člověka, který se jí dotkl – pro případ sporného chycení. Do zápasu se proto zlatonky nesmí nikdo dotknout, dokonce ani výrobce, který musí používat rukavice.
Zlatonka samostatně uvažuje, což se projevuje tím, že se snaží uletět a zároveň na sebe láká chytače. Nemá ale vlastní mozek, její chování je způsobeno pouze kouzly použitými při výrobě.
Dříve se místo zlatonky používal malý ptáček stejné velikosti, který se jmenuje zlatonoska. Při zápasech byla ale často zlatonoska rozmačkána, což vedlo téměř k jejich vyhubení. To vedlo k vynálezu zlatonky a označení zlatonosky za chráněného živočicha.
Traduje se, že roku 1884 na vřesovišti Bodmin Moor zlatonka unikala chycení celých šest měsíců. Oba týmy, znechucené ubohým výkonem svých chytačů, poté nedohraný zápas raději ukončily. Zlatonka se zatím nenašla, ale někteří místní říkají, že ji zahlédli.
Vynálezkyní zlatonky je Bowman Wright.

## Družstva

### Britská a irská
- Applebyské šípy (Appleby Arrows)
- Ballycastelští netopýři (Ballycastle Bats)
- Caerphillské katapulty (Caerphilly catapults)
- Falmouthští sokoli (Falmouth Falcons)
- Holyheadské harpyje (Holyhead Harpies) – za tým hraje taky Ginny Weasleyová.
- Kenmarská káňata (Kenmare Kestrels)
- Kudleyští kanonýři (Chudley Cannons) – Ron Weasley je jejich velký fanoušek.
- Montroseské straky (Montrose Magpies)
- Puddlemerští spojenci (Puddlemere United) – do týmu vstoupil Oliver Wood.
- Pýcha Portree (Pride of Portree)
- Tutshillská tornáda (Tutshill Tornados) – fandí jim Cho Changová.
- Wigtownští tuláci (Wigtown Wanderers)
- Wimbournské vosy (Wimbourne Wasps) – za tým hrál Ludo Pytloun.

### Zbytek Evropy

#### Bulharsko
- Sofijští supi (Vratsa Vultures)

#### Francie
- Quiberonští camrálisté (Quiberon Quafflepunchers)

#### Německo
- Heidelberští harcovníci (Heidelberg Harriers)

#### Litva
- Gorodočtí chrliči (Gorodok Gargoyles)

#### Lucembursko
- Bigonvillští bombardéři (Bigonville Bombers)

#### Portugalsko
- Bragští bijci (Braga Broomfleet)

#### Polsko
- Sopotští skřeti (Grodzisk Goblins)

### Austrálie a Nový Zéland
- Moutohorští papoušci (Moutohora Macaws)
- Thundelarrští hromovládci (Thundelarra Thunderers)
- Woollongongští válečníci (Woollongong Warriors)

### Afrika
- Čambští čarodějové (Tchamba Charmers)
- Gimbijští zabíječi obrů (Gimbi Giant-Slayers)
- Sumbawangské sluneční paprsky (Sumbawanga Sunrays)

### Severní Amerika
- Meteory z Moose (Moose Jaw Meteorites)
- Haileyburská kladiva (Haileybury Hammers)
- Stonewallští buřňáci (Stonewall Stormers)
- Sladkovodní hvězdy (Sweetwater All-Stars)
- Fitchburské pěnkavy (Fitchburg Finches)

### Jižní Amerika
- Patagonští pávi (Patonga Proudsticks)
- Tarapotští toreadoři (Tarapoto Tree-Skimmers)

### Asie
- Tojohaši Tengu

## Galerie

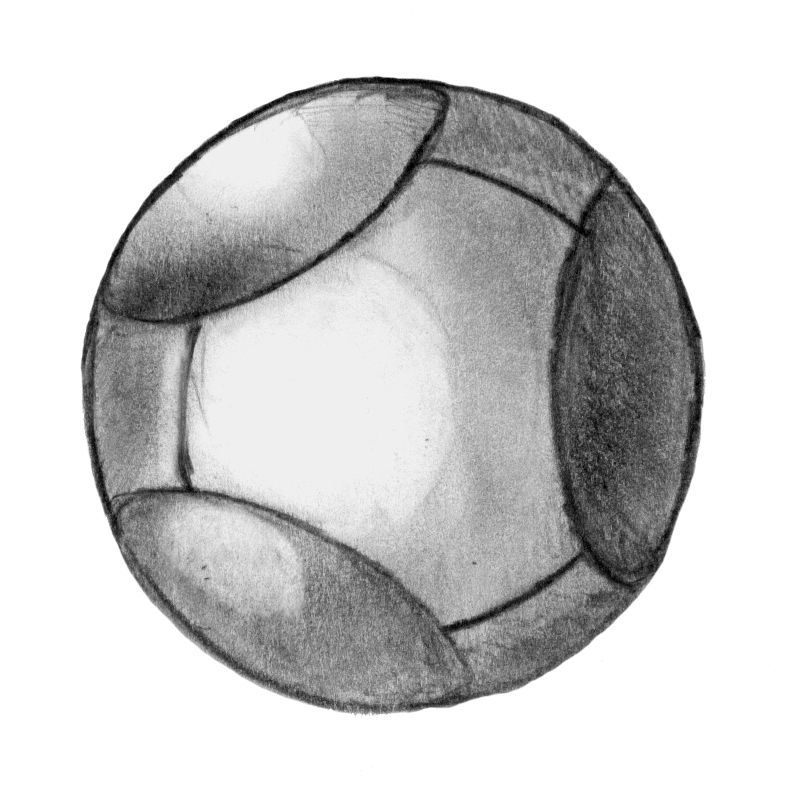
Camrál
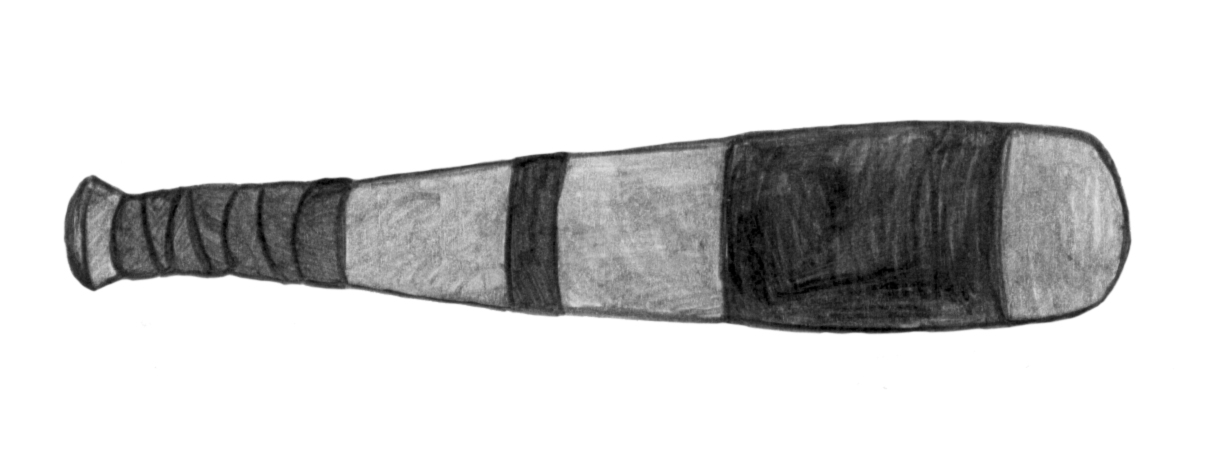
Pálka Odrážeče
Schéma Famfrpálového hřiště. Žluté tečky značí kovové obruče (branky). Červená tečka označuje střed hřiště, tedy místo rozehrávky.

## Famfrpál v reálném světě
V roce 2005 vznikl ve Spojených státech sport inspirovaný famfrpálem – Mudlovský famfrpál (anglicky Quadball). Ve sportu se hraje i mistrovství světa; roku 2018 se ho poprvé zúčastnilo i Česko.